# Alexander Kowalski

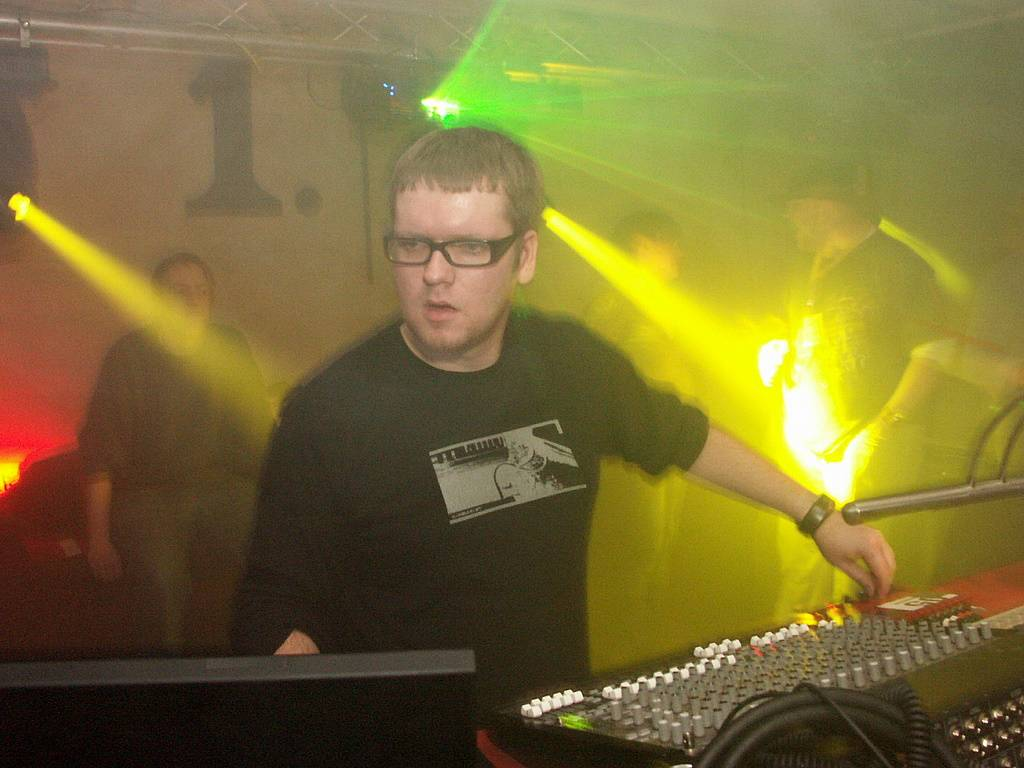
Alexander Kowalski

Alexander Kowalski es un popular artista alemán de techno nacido en 1978.

## Discografía
- Can't Hold Me Back (Album Mix) Alexander Kowalski & Funk D'Void
- Changes (Original Mix) Alexander Kowalski
- Delicious (Original Mix) Alexander Kowalski
- House of Hell (Original Mix) Alexander Kowalski
- My Truth (Original Mix) Alexander Kowalski
- She's Worth It (Album Mix) Alexander Kowalski
- So Pure (Original Mix) Alexander Kowalski
- Start Chasing me (Original Mix) Alexander Kowalski
- The Path To Zero (Original Mix) Alexander Kowalski
- What U Gonna Do (Original Mix) Alexander Kowalski
- Your Affection (Original Mix) Alexander Kowalski

Alias: DisX3, D Func, Double X (with Torsten Litschko).

### Singles (Solo)
- 1999 Auto Cycles EP (as DisX3)
- 2000 Functones (as D Func)
- 2000 Dark Soul
- 2000 Live
- 2001 Echoes / Phasis
- 2001 Progress
- 2001 Art of Function (as DisX3)
- 2002 Waves Vol. 1 (as DisX3)
- 2002 All I Got To Know
- 2002 Hot Spot/Delicious
- 2003 Waves Vol. 2 (as DisX3)
- 2003 Belo Horizonte
- 2004 Lock Me Up
- 2004 You Think You Know

### Álbumes (Solo)
- 1999 Brothers in Mind (as DisX3)
- 1999 Sequenzed Function (as DisX3)
- 1999 Untitled (as DisX3)
- 2001 Chaos Space Marines (as DisX3) (with Bandulu)
- 2001 Echoes
- 2002 Progress
- 2003 Response
- 2006 Changes

### Coproducciones
- Double X (with Torsten Litschko)
  - 1999 Strain One's Ears (album)
  - 1999 unGleich 1
  - 2000 UnGleich in Exile (album)
  - 2003 Charis
  - 2004 A:LIVE (album)
  - 2004 Flashbacks